# 沢田権左エ門
沢田 権左エ門（さわだ ごんざえもん、1884年〈明治17年〉10月16日 - 1959年〈昭和34年〉1月9日）は、日本の政治家。釜石市長（2期）。

## 経歴
岩手県南閉伊郡釜石村（のち釜石町、現・釜石市）に生まれる。早稲田大学法科卒。電友社を経て、東京朝日新聞社に入る。その後、帰郷し、1911年〈明治44年〉釜石電気会社を設立する。ほか、運送倉庫会社や製氷会社などを興し、その経営に当たる。
政治面では1917年〈大正6年〉から1925年〈大正14年〉まで釜石町会議員を務め、また1919年〈大正8年〉岩手県会議員に当選する。1947年〈昭和22年〉1月釜石市長に就任。4月、公選により、市長に当選する。釜石市は戦時中の艦砲射撃により、焦土となり、その復興に尽力した。市長は1955年〈昭和30年〉まで務めた。